# 山口裕司 (ボクサー)
山口 裕司（やまぐち ひろし、1978年12月10日 - ）は、日本の元プロボクサー。静岡県伊東市出身。元OPBF東洋太平洋ウェルター級王者。JB SPORTSボクシングジム所属。沼津学園高等学校（後に飛龍高等学校と改称）、日本大学卒業。

## 来歴
中学時代からボクシングを始め、沼津学園時代の1996年インターハイライト級で優勝し、日本大学在学時の1999年全日本選手権ライトウェルター級で優勝するなど91戦78勝（38KO・RSC）の成績をあげた。
2001年6月19日、アマチュアエリートとして6回戦からヨネクラボクシングジム所属でデビュー。2RTKOで勝利した。
2004年12月14日、11連勝で元PABAウェルター級王者にして無敗の強豪正・バキロフ（グローバル協栄）に挑むも10R判定引分に終わり連勝ストップ。この試合が評価され日本3位にランクアップし当時の日本チャンピオン大曲輝斎が同門のため、東洋タイトルに照準を絞った。
2006年4月2日、後楽園ホールでレブ・サンティリャン（フィリピン）の持つOPBFウェルター級王座に15戦14勝1引分で挑戦。2-1の10R判定勝ちで同王座を獲得した。
2006年9月18日、WBC世界スーパーフライ級暫定王座決定戦川嶋勝重対クリスチャン・ミハレスのセミセミファイナルとしてパシフィコ横浜で初防衛戦を丸元大成（グリーンツダ）と行う。7RTKOで敗れ初の黒星を喫し引退を表明するも、JB SPORTSボクシングジムに移籍し現役を続行。
2007年8月18日、移籍初戦に10R判定勝ちを収めた。その後1敗1引分となった。
2008年9月9日、日本ウェルター級王者沼田康司（トクホン真闘）に挑戦も6RTKOで敗れ戴冠ならず。
2009年8月22日、レイジングバトル65.0kg契約準決勝で日本ウェルター級4位として清田広大（協栄）と対戦し、3-0の判定勝利を収めた。
2009年10月23日、同トーナメント決勝で日本ウェルター級3位として同スーパーライト級4位の前川洋昭（帝拳）と対戦。バッティングによる負傷が続き、3R0分31秒に両者とも続行不可能とされ、28-30、28-29、29-29の0-2で負傷判定負けとなった。
2011年7月 自身のブログで引退を宣言。その後は自身が所属していたJBSPORTSでトレーナーをしている。
最高実績。WBA4位WBC１０位にランクする。
現在は、静岡県伊東市でプロボクシングジム　Tribe Shizuoka Yamaguchi Dojoを運営し、後進の指導に当たっている。